# Port Vue
Port Vue és una població dels Estats Units a l'estat de Pennsilvània. Segons el cens del 2000 tenia 4.228 habitants.

## Demografia
Segons el cens del 2000, Port Vue tenia 4.228 habitants, 1.826 habitatges, i 1.194 famílies. La densitat de població era de 1.484 habitants/km².
Dels 1.826 habitatges en un 24,8% hi vivien nens de menys de 18 anys, en un 48,4% hi vivien parelles casades, en un 12,6% dones solteres, i en un 34,6% no eren unitats familiars. En el 31,2% dels habitatges hi vivien persones soles el 17,9% de les quals corresponia a persones de 65 anys o més que vivien soles. El nombre mitjà de persones vivint en cada habitatge era de 2,3 i el nombre mitjà de persones que vivien en cada família era de 2,87.
Per edats la població es repartia de la següent manera: un 20,9% tenia menys de 18 anys, un 7% entre 18 i 24, un 25,7% entre 25 i 44, un 22,4% de 45 a 60 i un 24% 65 anys o més.
L'edat mediana era de 43 anys. Per cada 100 dones de 18 o més anys hi havia 89,4 homes.
La renda mediana per habitatge era de 31.509 $ i la renda mediana per família de 37.318 $. Els homes tenien una renda mediana de 31.680 $ mentre que les dones 23.203 $. La renda per capita de la població era de 16.065 $. Entorn del 7,7% de les famílies i el 10,5% de la població estaven per davall del llindar de pobresa.

## Poblacions més properes
El següent diagrama mostra les poblacions més properes.